# Brea (Tracia)

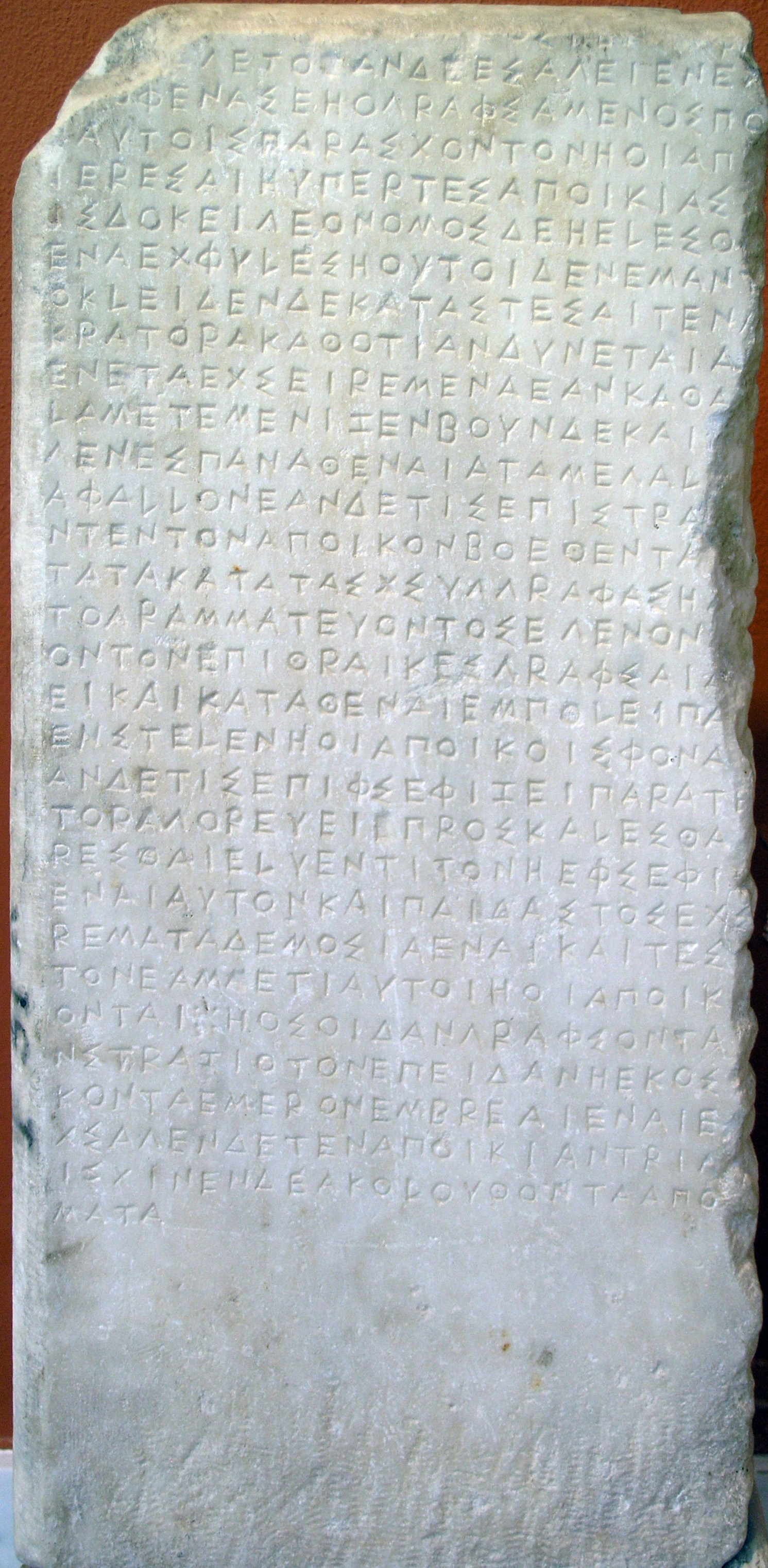
Decreto que recoge normas para la fundación de Brea.

Brea (en griego, Βρέα) fue una antigua ciudad griega de Tracia. 
Se ha conservado un decreto que establece normas para la fundación de la colonia ateniense de Brea. La fecha de este decreto es motivo de debate, habiéndose sugerido los años 445, 439/8 y 426/5 a. C. por diferentes  autores.
Es citada también en un fragmento de Teopompo recogido por Esteban de Bizancio, que señala que fue una colonia de los atenienses y la ubica en Tracia.
Se desconoce su localización exacta, aunque se ha sugerido que podría haberse localizado en la península Calcídica, en Bisaltia o en la moderna Veria.